# Jedrce
Jedrce (znanstveno ime nukleolus) je del celičnega jedra, v katerem poteka sinteza sestavnih delov ribosomov. 
Ribosomi se v jedrcu sestavljajo v zapletenem procesu iz RNK in proteinov. V jedru ribosomske podenote dozorijo in ga zapuščajo skozi jedrne pore. Na mikroskopskih slikah je jedrce najpogosteje temneje obarvani del jedra brez lastne membrane.
Jedrce je mesto sinteze (nastajanja) iz zbiranja ribosomov in prenašalne RNK.